# Paweł Kafarski

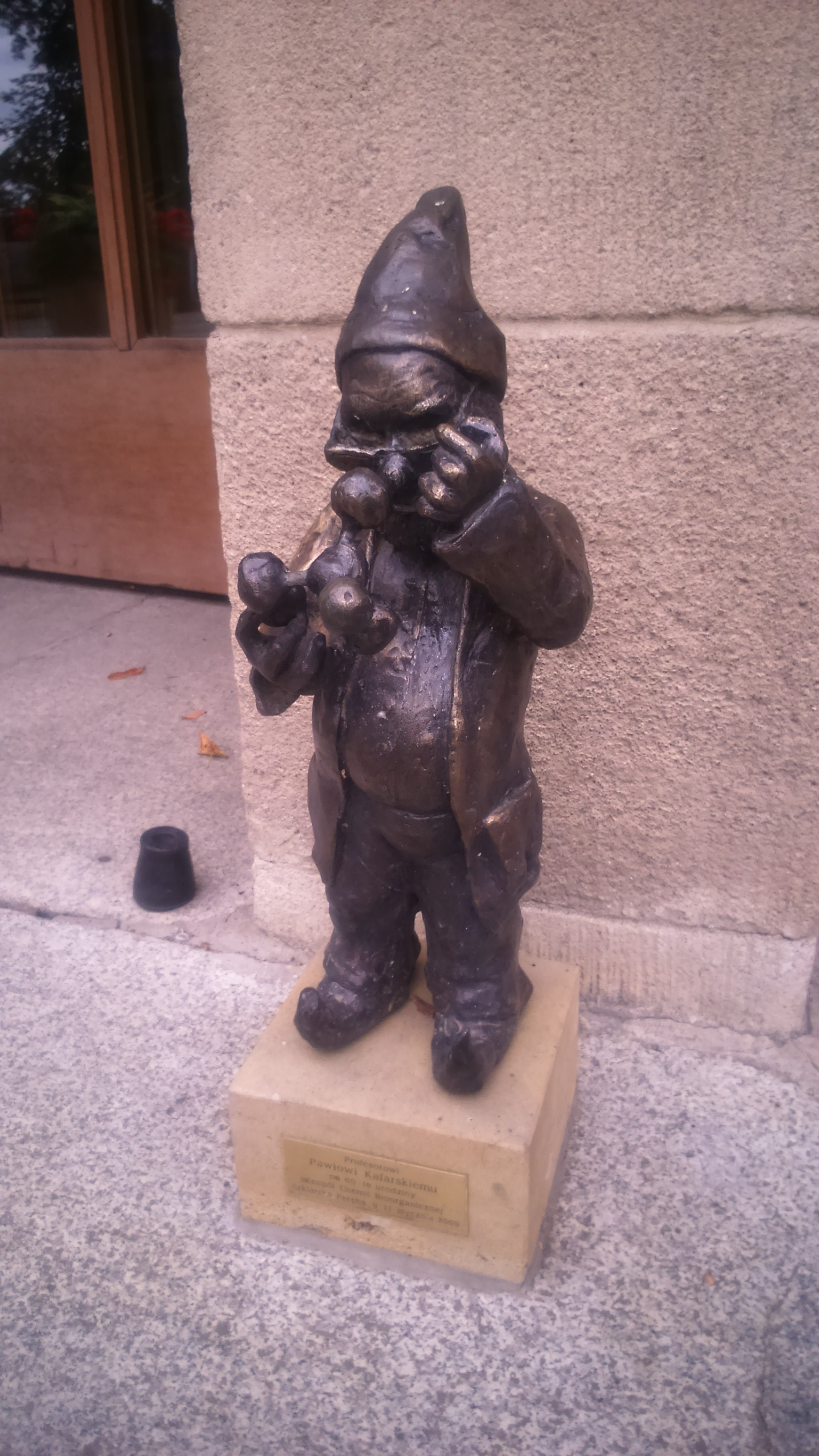
Krasnal Chemik

Paweł Kazimierz Kafarski (ur. 13 stycznia 1949 w Gdańsku) – polski chemik specjalizujący się w chemii organicznej i bioorganicznej.

## Życiorys
Syn Kazimierza. W roku 1958 przeprowadził się z rodzicami do Zielonej Góry, gdzie w roku 1966 ukończył Liceum Ogólnokształcące im. Edwarda Dembowskiego. Jednym z jego nauczycieli był Zbigniew Czarnuch. W 1971 roku ukończył studia na Wydziale Chemicznym Politechniki Wrocławskiej i podjął pracę na stanowisku asystenta stażysty na tej uczelni. Stopień doktora nauk chemicznych uzyskał, również na PWr, w 1977 roku, jego promotorem był Przemysław Mastalerz. Stopień doktora habilitowanego otrzymał w 1990 roku na podstawie rozprawy Fosfonopeptydy – synteza i stereochemia. Tytuł profesora nauk chemicznych otrzymał w 1998 roku, profesora zwyczajnego w 2000 roku. 
W latach 1996–2002 był prodziekanem, a od 2002 do 2005 roku dziekanem Wydziału Chemicznego Politechniki Wrocławskiej. W latach 1982–2018 roku pracował również na Uniwersytecie Opolskim, a od roku 2020 na Uniwersytecie Warmińsko-Mazurskim w Olsztynie. W latach 2005–2009 pełnił funkcję prezesa Polskiego Towarzystwa Chemicznego. 
Prowadzone przez niego badania dotyczą projektowania i syntezy biologicznie aktywnych związków aminofosfonowych i ich pochodnych.
Z okazji 60. urodzin Pawła Kafarskiego zespół Chemii Bioorganicznej ufundował kolejnego wrocławskiego krasnala – Chemika, który został ustawiony przed wejściem do budynku A-2 Wydziału Chemicznego PWr.

## Wybrane publikacje
- Fosfonopeptydy – synteza i stereochemia (1989).
- Chemia bioorganiczna (1994, wspólnie z Barbarą Lejczak, ISBN 83-01-11247-6).
- Ćwiczenia laboratoryjne z chemii bioorganicznej  (1997, wspólnie z Piotrem Wieczorkiem, ISBN 83-85678-74-3).

## Odznaczenia i wyróżnienia
- Złoty Krzyż Zasługi (1999)[2]
- Złoty Medal za Długoletnią Służbę (2018)[4]
- Medal Jędrzeja Śniadeckiego przyznany przez Polskie Towarzystwo Chemiczne (2016)[5]
- Srebrny Medal Uniwersytetu Gdańskiego „Doctrinae Sapientae Honestati” (2019)[6]
- Medal Jana Hanusa przyznany przez Czeskie Towarzystwo Chemiczne
- Medal im. Profesora Wojciecha Świętosławskiego przyznany przez SITPChem (2007)[7]
- Medal im. Włodzimierza Trzebiatowskiego przyznany przez Senat Politechniki Wrocławskiej
- tytuł doktora honoris causa Uniwersytetu Opolskiego (2018)[8]
- Nagroda Ministra Nauki i Szkolnictwa Wyższego za całokształt dorobku (2018)[9]